# Irene Comneno Ducas
Irene Comneno Ducas (en griego: Ειρήνη Κομνηνή Δούκαινα, en búlgaro: Ирина Комнина) fue una princesa griega y la tercera esposa del zar Iván Asen II de Bulgaria. Fue la madre del zar Miguel Asen I.

## Biografía
Irene era hija de Teodoro Comneno Ducas, gobernante de Epiro, y María Petralifas, hermana del sebastocrátor Juan Petralifas. En 1230 Irene y su familia fueron capturados por las tropas del zar Iván Asen II en la batalla de Klokotnitsa y fueron llevados a Tarnovo, donde Irene se crio en el palacio. Irene se hizo conocida por su belleza y el zar viudo se enamoró de ella. Se casaron en 1237. De acuerdo con un autor bizantino, Iván Asen II amaba Irene «no menos como Marco Antonio amaba a Cleopatra», y ella pudo haber sido su amante durante algunos años antes de su matrimonio en 1237. Al casarse con Irene, Iván Asen II había roto los cánones de la iglesia, como el matrimonio anterior de su hija, que estaba casada con el tío de Irene, Manuel de Tesalónica. Hay evidencias discutibles que la iglesia búlgara se opuso al matrimonio y que un patriarca (llamado bien Spiridon o Visarión) fue depuesto o ejecutado por la ira del zar.
Irene e Iván Asen II tuvieron tres hijos:
1. Ana (o Teodora), que se casó con el sebastocrátor Pedro antes de 1253.
2. María, que se con casó con Mitso Asen, quien fue zar de Bulgaria (1256-1257).
3. Miguel Asen I, quien fue emperador de Bulgaria de (1246–1256).

En 1241 Iván Asen II murió y fue sucedido por Kalimán Asen I, el hijo de su segunda esposa Ana María de Hungría. Kalimán I fue envenenado en 1246 y el trono pasó a Miguel Asen I, el hijo de Irene. Según una teoría Irene envenenó a su hijastro con el fin de asegurar el trono para Miguel II. Se asume que Irene se hizo cargo del gobierno como zarina-regente debido a que su hijo era todavía un niño cuando ascendió al trono, pero hay poca evidencia para probar esta hipótesis.
Irene se retiró a un monasterio bajo el nombre monástico de Xenia. Ella fue expulsada de Bulgaria después de la muerte de su hijo en 1256 y pasó el resto de su vida en las tierras de su familia alrededor de Tesalónica.